# Piska
Piska, nome artístico de Carlos Roberto Piazzoli (São Paulo, 22 de abril de 1951 — São Paulo, 30 de dezembro de 2011), foi um produtor, arranjador, compositor e multi-instrumentista brasileiro. Ficou conhecido como guitarrista da banda Casa das Máquinas, com quem gravou 3 discos na década de 1970: o primeiro autointitulado, de 1974; Lar de Maravilhas, de 1975; e Casa de Rock, de 1976, todos pela Som Livre. Neste mesmo ano, lança seu primeiro e único álbum, Livre de Coração Aberto, pela Odeon. Entretanto, sua carreira sofre um baque após ser acusado formalmente de homicídio em 1977, sendo inocentado em dois julgamentos na década seguinte. Neste período, passa a gravar e acompanhar artistas da chamada MPB, como: Gal Costa, Zizi Possi, Caetano Veloso, Ney Matogrosso e Elis Regina. Em 1989, retorna para São Paulo e conhece o produtor César Augusto, que lhe apresenta a música sertaneja. Então, desenvolvem parceria prolífica, compondo, produzindo e tocando para artistas do meio, como: Leandro & Leonardo, Chrystian & Ralf, Zezé Di Camargo & Luciano e Chitãozinho & Xororó. Em 2000, tem nova experiência ao produzir, compor e tocar no álbum de estreia do grupo KLB, KLB, conseguindo retumbante sucesso imediato, o que o faria ser um dos líderes em arrecadação de direitos autorais no ano seguinte. A partir deste ano, passa a tocar seu selo, o Piska Records, e continua a compor, produzir e tocar para artistas, especialmente da música sertaneja. Em 2009, descobre que sofria de Hepatite C e passa a ter problemas de saúde relacionados, enquanto esperava por um transplante de fígado. Assim, em 30 dezembro 2011, não resiste à doença e morre na capital paulista de falência múltipla de órgãos.
Piska é um dos responsáveis pela mudança no som da música sertaneja a partir do final dos anos 1980 e início dos anos 1990 ao acrescentar sólidas guitarras acompanhando e, muitas vezes, solando nas músicas, com técnicas que remetiam ao rock e ao heavy metal.

## Vida pessoal
Em 2009, Piska descobre que sofria de Hepatite C, passando a ter problemas hepáticos Devido a natureza da doença, o artista entra na fila de transplantes. Entretanto, em 30 de dezembro de 2011, Piska morre na capital paulista de falência múltipla de órgãos.

## Carreira

### O início: compositor e Casa das Máquinas
Autodidata, começou cedo o seu contato com a música. Aprendeu a tocar bateria, baixo, teclados e, por fim, adotou a guitarra como instrumento. Em 1970, iniciou sua carreira como guitarrista de bandas de rock amadoras. A partir de 1973, inicia carreira como compositor em parceria com Gene Araújo, fazendo canções para artistas da Discos CBS. Além disso, chega a lançar 2 compactos cantando: "Reflexão" / "Brisa Do Norte" , de 1973; e "Meu Velho Pai" / "Só Lhe Peço pra Não Espalhar", de 1974. Nesta época, conhece o ex-baterista de Os Incríveis, Netinho, que o convida para participar da banda que estava montando. Passa, então, a excursionar o país tocando um repertório de clássicos do rock, que reunia canções de Elvis Presley, Paul Anka e Neil Sedaka. O grupo utiliza o nome Os Novos Incríveis, mas é obrigado a modificá-lo quando 3 membros remanescentes da banda de Netinho resolvem continuar como Os Incríveis: Mingo, Risonho e Nenê. Assim, decidem pelo nome Casa das Máquinas.
Com o grupo, Piska grava 3 álbuns de estúdio pela gravadora Som Livre. O primeiro autointitulado, de 1974, sofre com a multiplicidade de orientações: o disco mistura letras que falam sobre espiritualidade com outras juvenis ao estilo da Jovem Guarda e, em relação aos instrumentos, existe uma mistura de hard rock, rock and roll e baladas. O segundo, Lar de Maravilhas, lançado no ano seguinte, traz uma firme orientação rumo ao rock progressivo com letras espiritualistas de tom contracultural. O último, Casa de Rock, de 1976, apresenta uma mistura coesa de hard rock com rock progressivo. O guitarrista, juntamente com Netinho e o tecladista Mário Testoni, é um dos instrumentistas que mais brilha no grupo. No mesmo ano deste último disco, Piska lança seu único álbum de estúdio, Livre de Coração Aberto, pela Odeon. A gravadora lança, também, um compacto para promover o disco: "Que Mundo É Esse" / "Apenas Um Favor".
Entretanto, o que era para ser um momento de crescimento da sua carreira acabou de modo abrupto em 17 de setembro de 1977. O guitarrista e o então vocalista da banda, Simbas, juntamente com o irmão adolescente deste último e com Sidnei Giraldi envolveram-se em uma briga com um motorista, João Luís da Silva Filho, e um cinegrafista, Lucínio de Faria, ambos da Rede Record. O cinegrafista ficou gravemente ferido, mas foi orientado por funcionários da emissora a não procurar nem a polícia nem um hospital. Entretanto, com a piora no estado de saúde do cinegrafista, ele foi encaminhado a um hospital em Santo André onde foram constatados hematomas nas pernas e no abdômen, que resultaram em ruptura do fígado e lesões pulmonares, devido a costelas quebradas. Em pouco tempo após sua admissão, Lucínio morreu devido aos ferimentos. As lesões no fígado foram determinantes para o óbito, já que o cinegrafista já tivera problemas hepáticos. O processo se arrastaria nos anos seguintes, levando os músicos a 2 julgamentos diferentes, devido a anulação do primeiro júri. Apenas no final dos anos 1980, eles seriam completamente inocentados da acusação de homicídio doloso.

### Músico de apoio da MPB
Devido aos problemas legais, a banda acabou em abril de 1978 e Piska passou a atuar como músico de estúdio e de apoio em turnês para artistas ligados à MPB, como: Gal Costa, Zizi Possi, Caetano Veloso, Ney Matogrosso e Elis Regina. Com Ney, viajou por América e Europa em extensa turnê de muito sucesso. Com Elis, participou das gravações de seu último álbum de estúdio, Elis, pela Odeon. Além disso, nos anos 1980, acompanhou a cantora Marina Lima e continuou compondo. Por exemplo, é parceria dele com Cláudio Rabello o grande sucesso de Byafra, "Sonho de Ícaro".

### Música sertaneja
Em 1989, conhece o produtor e compositor César Augusto que o apresenta à música sertaneja. Passa, então, a trabalhar como compositor, arranjador e produtor - além de guitarrista e tecladista - em diversos discos desta vertente, especialmente de Leandro & Leonardo, Chrystian & Ralf, João Paulo e Daniel, Zezé Di Camargo & Luciano e Chitãozinho & Xororó. Assim, é responsável por diversos sucessos destes artistas, como "Um Sonhador", "Louco por ela", "Alguém", "Pare!" e "Bandido É o Coração". Trabalhando com o estilo, desenvolve um estilo que mistura guitarras com arranjos sertanejos, utilizando-se de técnicas de rock e de heavy metal.

### Música pop
Em 1999, funda um selo para produzir novos talentos, a Piska Records. No ano seguinte, produz, compõe, arranja e toca diversos instrumentos no álbum de estreia do grupo KLB, tendo estrondoso sucesso que se repetiria nos dois discos seguintes, de 2001 e 2002. Devido a sua carreira de sucesso com a música sertaneja e a esta incursão pelo pop, torna-se um dos maiores arrecadadores de direitos autorais na música brasileira, juntamente com Roberto Carlos, Caetano Veloso e Djavan, segundo lista do ECAD. Nos anos seguintes, continua trabalhando com música sertaneja.

## Legado
Seu estilo vigoroso e melódico na guitarra, com influências do hard rock e do heavy metal, trouxe-lhe reconhecimento ainda na década de 1970. Entretanto, ao fundir estas influências na música sertaneja, acabou por ser um dos responsáveis pela imensa popularização deste estilo musical a partir dos anos 1990. Além disso, seu estilo popular de compor letras - aprendido na sua parceria com César Augusto - levou-o a conseguir imenso sucesso na sua empreitada pelo pop, novamente infundindo solos de guitarra melódicos e vigorosos.

## Discografia
Discografia dada pelo Discogs.

### Carreira solo
- 1973 - "Reflexão" / "Brisa Do Norte" (Discos CBS)
- 1974 - "Meu Velho Pai" / "Só Lhe Peço pra Não Espalhar" (Discos CBS)
- 1976 - Livre de Coração Aberto (Odeon)
- 1976 - "Que Mundo É Esse" / "Apenas Um Favor" (Odeon)

### Com o Casa das Máquinas
- 1974 - Casa das Máquinas (Som Livre)
- 1975 - Lar de Maravilhas (Som Livre)
- 1976 - Casa de Rock (Som Livre)
- 2000 - Pérolas (Som Livre)

### Com Elis Regina
- 1980 - Elis (Odeon)

### Com o KLB
- 2000 - KLB (Sony)
- 2001 - KLB (Sony)
- 2002 - KLB (Sony)